# 格萊爾舍羅斯科格爾山

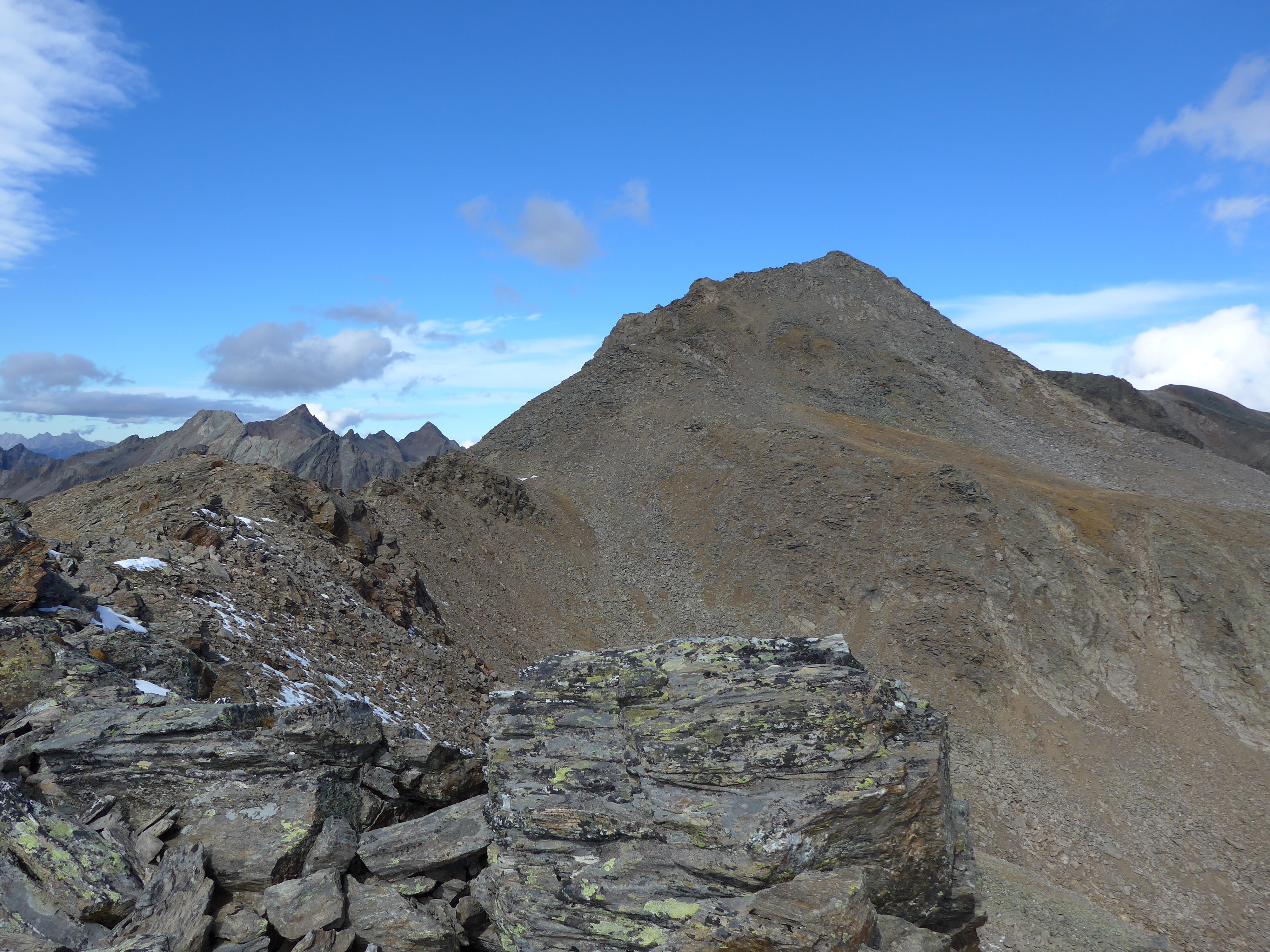

47°9′25″N 11°2′58″E / 47.15694°N 11.04944°E
格萊爾舍羅斯科格爾山（德語：Gleirscher Rosskogel），是奧地利的山峰，位於該國西部，由蒂羅爾州負責管轄，屬於斯圖拜阿爾卑斯山脈的一部分，距離茨維塞爾巴赫羅斯科格爾山0.4公里，海拔高度2,994米。